# Adactylotis gesticularia
Adactylotis gesticularia är en fjärilsart som beskrevs av Jacob Hübner 1814/17. Adactylotis gesticularia ingår i släktet Adactylotis och familjen mätare. Inga underarter finns listade i Catalogue of Life.